# Майдан (Грубешівський повіт)
Майдан (пол. Majdan) — селище (осада) у Польщі, у Люблінському воєводстві Грубешівського повіту, ґміни Долгобичув.
| Польща | Це незавершена стаття з географії Польщі. Ви можете допомогти проєкту, виправивши або дописавши її. |